# Macrocentrus argyroploceus
Macrocentrus argyroploceus är en stekelart som beskrevs av Fischer 1964. Macrocentrus argyroploceus ingår i släktet Macrocentrus och familjen bracksteklar. Inga underarter finns listade i Catalogue of Life.